# Otto van Verdun
Otto van Verdun (ca. 910 - 944) was een zoon van Ricuinus. Hij volgde zijn vader op als graaf van Verdun en was de machtigste edelman in Opper-Lotharingen. In 925 huldigde hij Rudolf I van Frankrijk als koning van Lotharingen. In 939 werd hij door keizer Otto I aangesteld tot hertog van Lotharingen en voogd van Hendrik, de zoon van Giselbert II van de Maasgouw. Een jaar later moest hij zijn functie als hertog alweer opgeven omdat Otto zijn broer Hendrik I van Beieren tot hertog benoemde maar toen die niet in staat bleek om de functie goed in te vullen, kreeg Otto de functie nog in 940 weer terug.
Otto had mogelijk een dochter, Oda of Ermentrude, die met Robert I van Namen zou zijn getrouwd.